# Hydroglyphus divisus
Hydroglyphus divisus är en skalbaggsart som först beskrevs av Régimbart 1893.  Hydroglyphus divisus ingår i släktet Hydroglyphus och familjen dykare. Inga underarter finns listade i Catalogue of Life.